# Dinah Jefferies
Dinah Mary Jefferies (Malasia, 1948) es una novelista británica que también escribe cuentos y artículos.

## Biografía
Dinah Jefferies Nació en Malacca, (Malasia) en 1948 y se mudó a Inglaterra en 1956 cuando la colonia se independizó de Gran Bretaña. Estudió en la Birmingham Universidad de Arte y más tarde en la Universidad de Ulster, donde se graduó en Literatura inglesa. Mientras era universitaria se quedó embarazada de su primer niño, su hijo Jamie. Jefferies se casó más tarde con Jon Owen, con quien tuvo una hija y vivió en una comuna. También vivió un par de años en España, donde se inició en la escritura. Después de separarse de Owen empezó a enseñar en la Dartington School. En 1998 se casó con Richard Jefferies de quien tomó el apellido.
Cuándo su hijo Jamie tenía catorce años murió en un accidente de moto y la experiencia fue un revulsivo para su primera novela La Separación.
Su novela de 2015, La mujer del cultivador de té, fue seleccionado para el Richard and Judy Bookclub y estuvo en la lista de más vendidos del Sunday Times durante 16 semanas ese mismo año, siendo Nº 1 dos veces.

### Cuentos
- La fragancia de las rosas (mayo de 2014, publicado en El domingo Expresa "S" revista)
- La sombra en el viento (Sept 2015, publicado en El domingo Expresa "S" revista)

### Artículos
- "Sentí nuestros últimos momentos juntos" en el Correo Diario, 25 de mayo de 2014[11]
- "Mis niños crecieron en una comuna" en El Guardián, 14 de junio de 2014[12]